# John Sackville (3e duc de Dorset)
John Frederick Sackville, 3e duc de Dorset, (24 mars 1745 - 19 juillet 1799) est le fils unique de John Philip Sackville, deuxième fils de Lionel Cranfield Sackville. Il accède au duché en 1769 à la mort de son oncle, Charles Sackville (2e duc de Dorset). Il est ambassadeur de Grande-Bretagne en France entre 1783 et 1789 dans la période qui précède la Révolution française.
On se souvient mieux de lui pour son amour du cricket. Il est à la fois un bon joueur et un mécène important, mais son intérêt est encore accru par le jeu, le cricket étant une attraction majeure pour les joueurs tout au long du XVIIIe siècle. Il s'intéresse aussi au billard et au tennis. Il a également une réputation de coureur de jupons.

## Politique
Il est élu sans opposition en tant que député du comté de Kent en 1768, siégeant jusqu'à ce qu'il devienne le 3e duc de Dorset à la mort de son oncle en 1769.
Il est nommé Lord Lieutenant du Kent en 1769, poste qu'il occupe jusqu'en 1797. Il est capitaine de la garde Yeomen de 1789 jusqu'à sa mort.

## Cricket
Le jeune John Sackville fait ses études à Westminster, où il devient un joueur de cricket réputé. Il rejoint ensuite le club de cricket Hambledon, basé à Hambledon, dans le Hampshire, qui est le club de cricket le plus important du moment. Il est accompagné d'Horatio Mann (2e baronnet), un élève de Charterhouse School, et de Lord Tankerville d’Eton et du Surrey County Cricket Club, son plus grand rival.
Il acquiert une réputation de compétiteur acharné. En 1773, le Morning Post écrit: « Le duc … ayant franchi un nombre considérable de lignes, les adversaires, de manière fort peu civile, s'attroupèrent autour de lui jusqu'à l'empêcher de faire le moindre mouvement ; sa Grâce protesta poliment avec eux de leur procédé, et leur signala le danger qu'ils couraient, ce qui n’eut aucun effet ; il frappa alors la balle avec entrain et fit ainsi tomber un des messieurs au sol. »
La même année, Dorset propose le terrain de cricket de vigne à Sevenoaks dans le Kent en location à la ville. C'est l'un des terrains de cricket les plus anciens d'Angleterre. Le premier match de cricket rapporté au niveau national avait eu lieu ici dans la saison 1734 lorsque "The Gentlemen of Kent" battait "The Gentlemen of Sussex".
En 1775, une émeute éclate à l'Artillery Ground après que l'équipe de Dorset se soit mal comportée. En 1782, le Morning Chronicle note que "Sa Grâce est l’un des rares nobles à s’efforcer de combiner l’élégance du luxe moderne aux sports plus virils de l’ancienne époque anglaise".
Le patronage du cricket lui coûte cher. Le Whitehall Evening Post de 1783 note que le coût pour le maintien de son équipe, avant que les paris soient pris, est de 1 000 £ par an. C’est beaucoup, mais moins que ce que certains de ses contemporains dépensent en course. Le rapport dit que Dorset est sans égal (parmi les nobles) "au cricket, au tennis et au billard".

## Ambassadeur en France
En 1784, il s'installe à Paris, pour devenir ambassadeur en France. Le 16 juillet 1789, deux jours après la prise de la Bastille il rend compte au secrétaire d’État aux Affaires étrangères, Francis Osborne (5e duc de Leeds) : parler - si l’on considère l’ampleur de l’événement - la perte de très peu de vies. À partir de ce moment, nous pouvons considérer la France comme un pays libre, le roi un monarque très limité et la noblesse réduite à un niveau comparable à celui du reste de la nation ".
Il continue à promouvoir le cricket auprès de la population locale et des expatriés britanniques. En 1786, le Times rapporte un match de cricket joué par des Anglais aux Champs-Élysées :
Sa Grâce de Dorset était, comme d’habitude, la plus distinguée pour son talent et son activité. Les Français, cependant, ne peuvent pas nous imiter dans de tels efforts vigoureux du corps, de sorte que nous les voyons rarement entrer dans les listes.
L'année suivante, le Times note que les courses de chevaux commencent à perdre de la popularité en France, le cricket prenant le relais de la recommandation de Dorset. En 1789, il organise ce qui aurait pu devenir la première tournée internationale de cricket. Ses membres, qui comprennent William Yalden, William Bedster et Lumpy Stevens se sont rassemblés le 10 août à Douvres. Mais à cause de la Révolution française, ils ne sont jamais arrivés en France, faisant ainsi de sa tournée la première tournée internationale de cricket annulée pour des raisons politiques.
De retour en Angleterre, il devient l'un des premiers membres du club de cricket de Marylebone. Sa vie publique se poursuit au poste de commissaire de la maison royale, son rôle principal étant de surveiller la vie dissolue du prince de Galles, le futur George IV.

## Vie privée
Il est un coureur de jupons notoire. Augustus FitzRoy (3e duc de Grafton) devient Premier ministre et sa maîtresse, Anne Parsons, a l’influence, sinon le poste, d’une Première dame de son pays. Le duc divorce de son épouse le 23 mars 1769. Elle serait peut-être devenue l'épouse du premier ministre s'il n'avait pas découvert qu'elle entretenait une liaison avec Sackville.

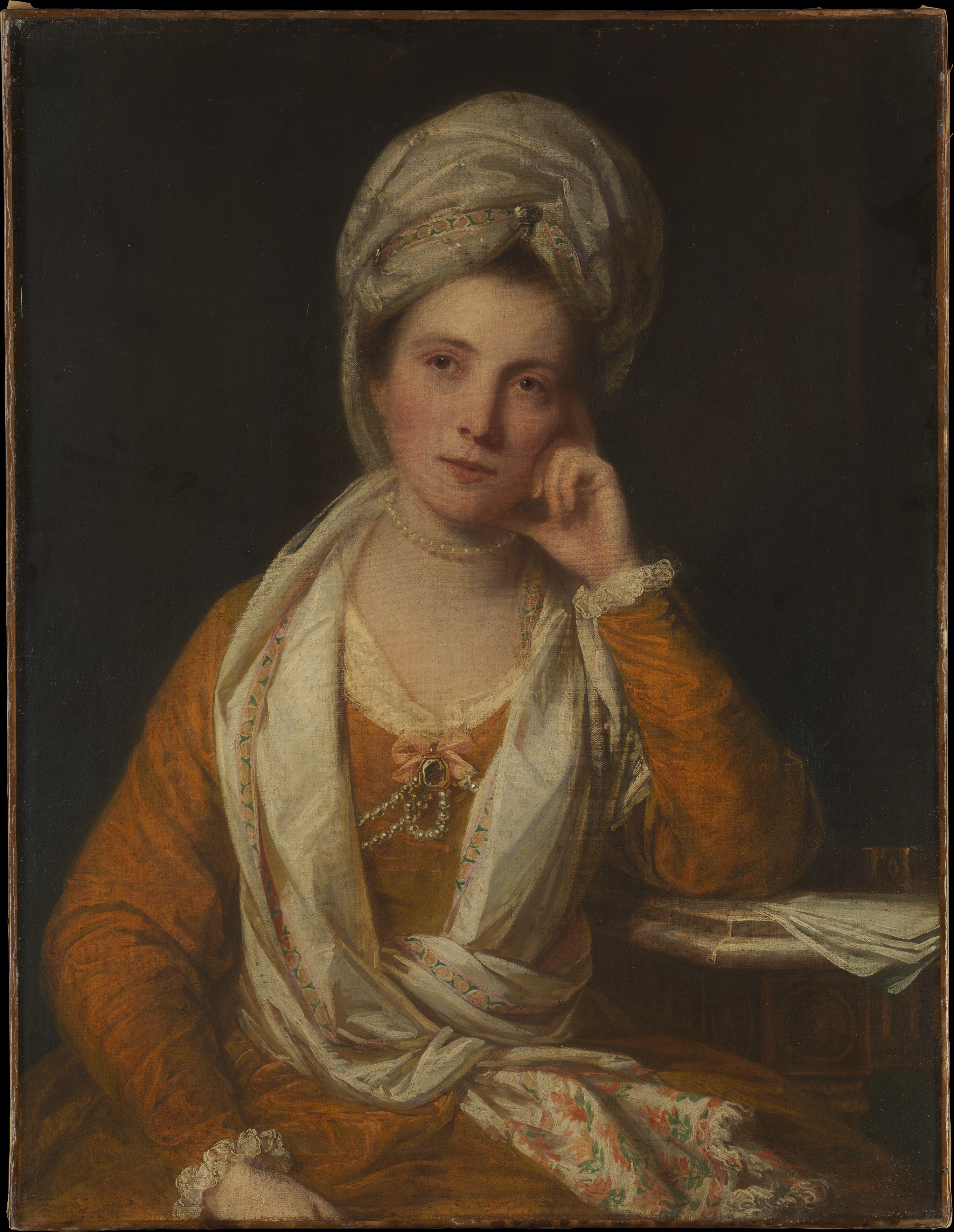
Anne Parsons était sur le point d'être l'épouse du premier ministre jusqu'à sa rencontre avec Sackville

La maîtresse la plus connue et la plus durable de Sackville est la danseuse vénitienne Giovanna Zanerini, qui est la ballerine principale du King's Theatre à Haymarket et qui porte le nom de scène Giovanna Baccelli. En 1780-1781, Dorset commande son portrait à Thomas Gainsborough, qui est considéré comme l'un de ses derniers chefs-d'œuvre. Il commande également un tableau de Joshua Reynolds et une sculpture la montrant nue et allongée sur un divan et des coussins; on le trouve encore à Knole House. Devenu ambassadeur en France, il l’emmène même à Paris avec lui et elle danse à l'Opéra sur invitation (Quand il est fait chevalier de la jarretière (KG), elle porte le ruban bleu en dansant). Dorset et Giovanna ont un fils ensemble: John Frederick Sackville (1778-1796), qui est élevé par son père à Paris et à Knole après la séparation du couple en 1789,.
Le duc est également connu pour sa liaison (vers 1777-1779) avec la comtesse de Derby et brièvement (vers 1784) avec Elizabeth Foster, fille de Frederick Hervey (4e comte de Bristol) et maîtresse de William Cavendish (5e duc de Devonshire). La première liaison est notable car elle n’a pas abouti à un divorce. La comtesse de Derby est née Elizabeth Hamilton, fille unique de James Hamilton (6e duc de Hamilton) et de la belle Elizabeth Gunning. Cependant, le comte de Derby refuse de divorcer de son épouse infidèle et Lady Derby est ostracisée pour le reste de sa vie. Dorset perd rapidement tout intérêt et l'abandonne. Il est réintégré dans la société et même reçu par le mari trahi, Lord Derby.

## Mariage et descendants

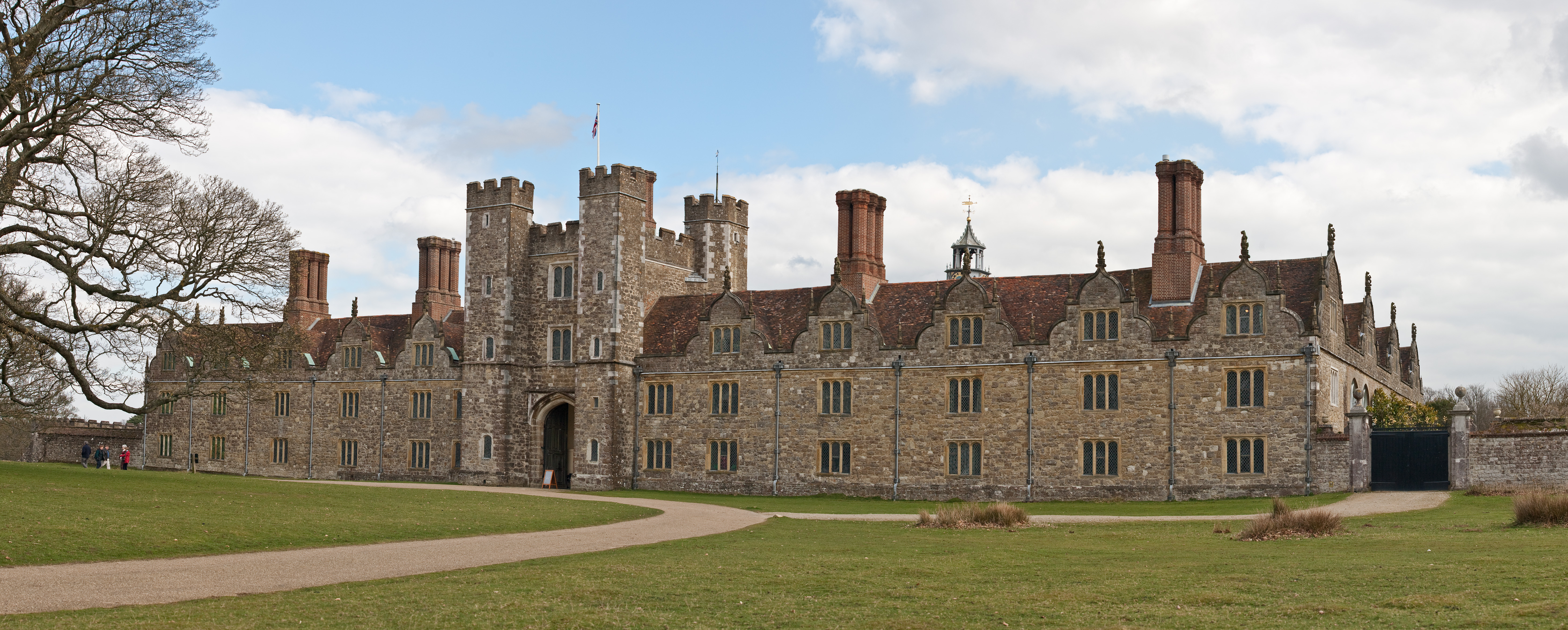
Knole House, près de Sevenoaks, dans le Kent

En 1790, après son retour de France, il épouse Arabella Diana Cope (1767-1825), fille et cohéritière de Charles Cope (2e baronnet), et belle-fille de Charles Jenkinson (1er comte de Liverpool). Dorset et Arabella ont un fils ensemble, George Sackville (4e duc de Dorset), né le 15 novembre 1793, et deux filles, Mary Sackville, née le 30 juillet 1792, et Elizabeth Sackville, née le 11 août 1795. Le duc est décédé en 1799, à l'âge de 54 ans, et laisse à sa femme ses biens en viager et une libre disposition de ceux-ci (en cas de décès de leur jeune fils). À sa mort, Arabella, la duchesse de Dorset, est donc une très riche héritière et, de 1799 à 1825, elle contrôle le domaine de Sackville et la richesse de leur fils. Elle se remarie en 1801 avec Charles Whitworth, qui devient le 1er comte de Whitworth, mais n'a aucun autre enfant.
George John Frederick devient le 4e duc de Dorset à la mort de son père à l'âge de 6 ans et passe le reste de sa vie sous le contrôle légal et financier de sa mère et de son beau-père. Il meurt dans un accident d'équitation en Irlande, à l'âge de 21 ans et venait de se fiancer à Elizabeth Thynne (née en 1795), fille aînée de Thomas Thynne (2e marquis de Bath). (Elle se marie en octobre 1816 avec Lord Cawdor et a de nombreux enfants). Bien que le duché soit passé à son cousin Charles Sackville-Germain (5e duc de Dorset), le domaine reste à la disposition d’Arabella jusqu’à sa mort, en 1825, lorsque Knole House va à sa fille aînée, Mary, comtesse de Plymouth, et les domaines de Buckhurst et Middlesex à sa fille cadette Elizabeth, la comtesse De La Warr.

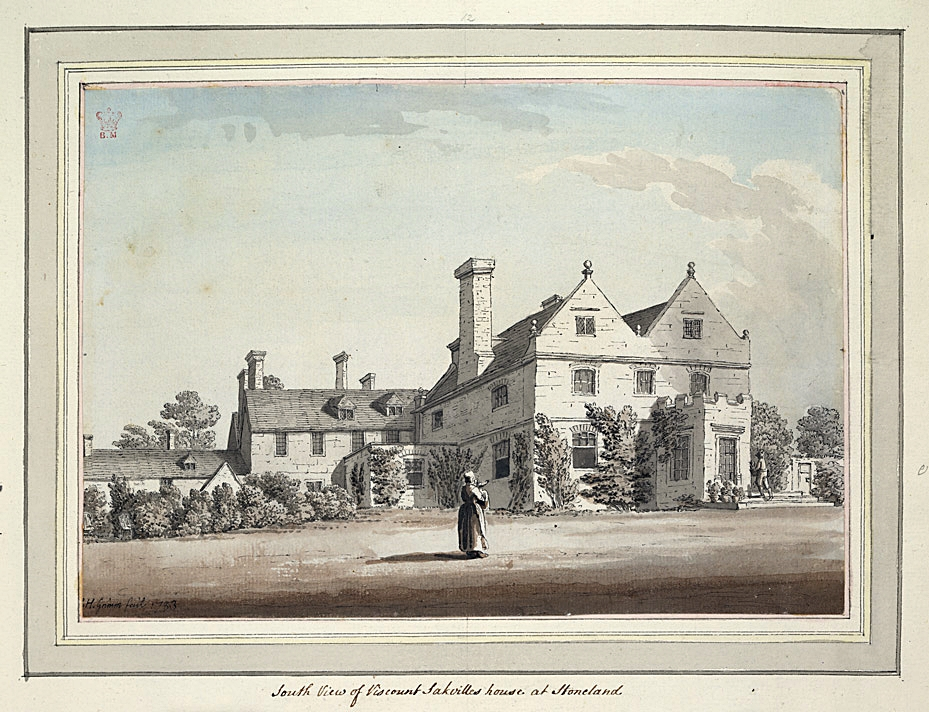
Buckhurst House, Sussex (à l'origine appelé Stoneland)

Mary Sackville se marie le 5 août 1811 avec Other Windsor (6e comte de Plymouth) (1789-1833) et le 25 mai 1839, avec le beau-père de son premier mari, William Pitt Amherst. Elle meurt sans enfant le 20 juillet 1864, laissant ses domaines à sa sœur, la comtesse De La Warr et à ses héritiers.
La comtesse De La Ware est créée à part entière baronne Buckhurst (un titre hérité plus tard par son fils cadet, Reginald, ancêtre de l'actuel comte De La Warr). Une autre ligne issue de cette dame est celle des barons de Sackville, un titre créé en compensation de la perte du titre de Buckhurst. Le 1er baron Sackville hérite de Knole, selon la volonté de Marie, comtesse de Plymouth. Il est décédé célibataire, tout comme son frère le 2e baron. Leur neveu, le 3e baron de Sackville, est le père de l'écrivain Vita Sackville-West qui crée un jardin à Sissinghurst. Knole House, habitée encore par la famille Sackville-West, et Sissinghurst, la maison familiale de Lord Carnock, sont toutes deux cédées au National Trust.